# Салваторе (Салерно)
Салваторе је насеље у Италији у округу Салерно, региону Кампанија.
Према процени из 2011. у насељу је живело 68 становника. Насеље се налази на надморској висини од 38 м.